# Долгоруков, Василий Владимирович
Князь Васи́лий Влади́мирович Долгору́ков (январь 1667, Российское царство — 11 июля 1746, Санкт-Петербург, Российская империя) — российский генерал-фельдмаршал, участник Северной войны и Русско-турецкой войны 1710—1713 годов, член Верховного тайного совета, президент Военной коллегии, кавалер орденов Святого апостола Андрея Первозванного (1711), Святого Александра Невского (25 апреля 1742), польского Белого орла и датского Слона.
Рюрикович в XXV колене, из княжеского рода Долгоруковых.
Сын боярина В. Д. Долгорукова, который приходился племянником полководцу Ю. А. Долгорукову. Имел братьев, князей: Юрия, Михаила, Сергея, Ивана, Владимира и сестёр, княжон Ксению — жена сибирского царевича Дмитрия Алексеевича и Федосью — жена генерал-поручика Петра Михайловича Голицына.

## Биография
Из жильцов пожалован в стольники (25 декабря 1685). На отпуске Имеретинского царя Арчила Вахтанговича, рында в белом платье (30 июня 1688). Указано ему сопровождать царя Ивана V Алексеевича в его поездках (1689).

## В годы Северной войны
Поступил в Преображенский полк, сержант (1700). Капитан, участвовал в завоевании Курляндии (1705) и отличился при взятии Митавы, где был ранен. В чине капитана гвардии откомандирован к гетману И. С. Мазепе (февраль 1706), в том же году получил чин майора и командование 1-м батальоном лейб-гвардии Преображенского полка. В дивизии князя Аникиты Ивановича Репнина (1707); командирован с военными командами на Украину (декабрь 1707) и ею управлял (1708).
Во главе воинского отряда направлен на Дон для усмирения Булавинского бунта (апрель 1708), в котором погиб его брат Юрий; жестоко подавил бунт (лето 1708), за что получил чин лейб-гвардии подполковника Преображенского полка. Состоял для наблюдения при гетмане Скоропадском (1709). Накануне Полтавской битвы принял командование Преображенским полком. Участвовал в Полтавской битве командуя конницей (27 июня 1709), содействовал полному поражению шведов. За отличие в битве награждён чином армейского генерал-майора (оставаясь подполковником гвардии), деревнями и пятью волостями в Можайском уезде. При торжественном въезде императора Петра I в Москву после Полтавской битвы (19 декабря 1709) ехал по левую руку от Государя, а А. Д. Меньшиков по правую. Официально сменил прежнего командира лейб-гвардии Преображенского полка фон Кирхена (ноябрь 1709).
В 1710 году во главе своего полка участвовал во взятии Выборга. В Прутском походе (1711) прикомандирован к генерал-фельдмаршалу Б. П. Шереметеву в качестве «начальника штаба», к этому времени был уже генерал-лейтенантом. Когда русская армия была окружена турками, Долгоруков присоединился к предложению Б. П. Шереметева «проложить дорогу штыками или умереть»; по возвращении в Россию получил орден Андрея Первозванного (15 октября 1711 года).
В битве при Вжесне разбил превосходящие силы поляков, воевавших на шведской стороне (1712). Действовал в Померании, отличился при взятии Штеттина (1713), получил от датского короля орден Слона.
Назначен Петром I председателем особой комиссии (1715), для открытия подлогов и расхищений провиантской части, совершённых при участии А. Д. Меншикова. За болезнью Петра I, послан им в Польшу «вместо себя, для лучшего управления дел» (20 декабря 1715). В Данциге, заставил магистра города подписать требовавшийся Петру I трактат и отсюда отправился к государю в Голландию (1716). Сопровождал государя в его втором заграничном путешествии (1716—1717), за ним же во Францию (1717). Из Парижа послан снова в Данциг (08 июня 1717), где заключает конвенцию (19 сентября 1717).

## Опала
Несмотря на расположение Петра, Долгоруков не особенно сочувственно относился ко многим его реформам и примкнул к сторонникам и советникам царевича Алексея Петровича.
По делу царевича Алексея Петровича арестован, лишен всех чинов, знаков отличия, наград, поместий и сослан в ссылку в имение Строгановых близ Казани. (20 февраля 1718)[к какому событию относится дата?]

## При Екатерине I и Петре II
В день коронования императрицы Екатерины I, помилован (7 мая 1724), возвращён из ссылки, ему разрешено вновь вступить в службу с чином полковника (23 декабря 1724). Пожалован чином генерал-майор и становится владельцем деревень, приписанных ко дворцу (04 октября 1725). Произведён в генерал-лейтенанты (24 ноября 1725). Пожалован в генерал-аншефы и возвращён орден Андрея Первозванного (13 февраля 1726). Назначен главнокомандующим войсками, сосредоточенными на Кавказе (1726).
При Петре II вызван, как бы больной, в Москву родичами, желавшими иметь под рукой близкого им человека, пользовавшегося известностью в войске (07 февраля 1728).
Произведён в генерал-фельдмаршалы и назначен членом Верховного тайного совета (24 февраля 1728).

## При Анне Иоанновне
После кончины Петра II (19 января 1730) на заседании Верховного тайного совета принимал решение в выборе в пользу Анны Иоановны, но решительно воспротивился ограничению самодержавия, предложенному князьями Д. М. Голицыным и В. Л. Долгоруковым. Благодаря этому, когда Долгоруковых постигла опала, В. В. Долгоруков был единственным членом этой фамилии, сохранившим своё положение. Назначен членом Правительствующего сената (04 марта 1730).
Жестокое гонение, воздвигнутое на его родню, до такой степени раздражило его, что он имел неосторожность в резких выражениях порицать императрицу (23 декабря 1731) и после доноса генерал-поручика принца Людвига Гессен-Гомбургского арестован (по другим источником, порицала императрицу его жена).

Осуждён и приговорён к смертной казни, которую заменили тюремным заключением:

…в конце 1731 года издан был манифест, из которого узнали, что самый видный и самый почтенный из Долгоруких за какие-то таинственные преступления заточен в крепость…говорилось в манифесте.. «…приговорены они все к смертной казни. Однако ж мы но обыкновенной своей императорской милости от той смертной казни всемилостивейше их освободили, а указали: отобрав у них чины и движимое и недвижимое имение, послать в ссылку под караулом, а именно: князь Василья Долгорукова — в Шлиссельбург, а прочих — в вечную работу…»

Из Шлиссельбурга перевели в крепость Ивангород (9 января 1737), когда возникло дело о подложном духовном завещании Петра II (1739), Долгоруков был пожизненно заключён в Соловецкий монастырь (12 ноября 1739), хотя вся вина его заключалась в том, что он знал о замыслах своих родичей (в ряде других источников указывается, что Долгоруков был сразу после суда отправлен в Ивангород, а 8 лет спустя на Соловки).

## При Елизавете Петровне
Императрица Елизавета Петровна (есть указание, что В. В. Долгоруков был её крёстным отцом) вызвала его снова ко двору (1 декабря 1741), вернула ему звание генерал-фельдмаршал, причём он увольнялся в отставку по старости (3 декабря 1741) и назначила президентом Военной коллегии (15 декабря 1741). В этом звании он ввёл несколько существенных улучшений в организации русской армии и снабжении её вещевым довольствием. Возвращены все отнятые имения (08 января 1742), возвращен опять орден Андрея Первозванного (24 мая 1742). Состоял в Военной коллегии и Сенате (15 декабря 1744).
Василий скончался 11 февраля 1746 года и был погребён 1 марта в Александро-Невской лавре.

## Отзывы современников
В своих записках испанский посол герцог Лирийский сообщает о нём:

…Человек умный, храбрый, честный и довольно хорошо знавший военное искусство. Он не умел притворяться и часто доводил искренность до излишества; был отважен и очень тщеславен; друг искренний, враг непримиримый; нельзя сказать, чтобы он ненавидел иноземцев, но и не жаловал их слишком. Он жил благородно, и я поистине могу сказать, что это такой русский вельможа, который более всех приносил чести своему отечеству…

## Память
- Наряду с другими лицами, образ В. В. Долгорукова увековечен в галерее бронзовых барельефов «Следователи и организаторы следствия эпохи правления Петра I», расположенной в административном здании Следственного комитета Российской Федерации по адресу: г. Москва, Технический пер., д. 2, стр. 1 (автор — Д. В. Клавсуц, художник Студии военных художников имени М. Б. Грекова). Открытие галереи состоялось 13 января 2023 г., в день празднования 12-й годовщины образования независимого следственного органа — Следственного комитета Российской Федерации.

- Портрет В. В. Долгорукова размещен в наборе почтовых открыток «Следователи и организаторы следствия эпохи правления Петра I» (художник — И. О. Муротьян). Набор издан АО «Марка» в 2022 г.

## Семья
Князь П. В. Долгоруков и Г. Н. Власьев указывают, что князь Василий Владимирович был женат трижды, однако список жён у них отличается. П. Н. Петров указывает только 2 брака, но имени жён не называет.
1-я жена: княжна Мария Фёдоровна Куракина, дочь князя Фёдора Фёдоровича Куракина и Евдокии Андреевны, урождённой княжны Литвиновой-Мосальской. Г. Н. Власьев приводит информацию о первой жене, ссылаясь на Российскую родословную книгу князя П. В. Долгорукова, который, в свою очередь, ссылается на сведения из архива князей Куракиных. При этом исследователь высказывает сомнения, указывая на то, что имеются достаточно точные сведения о погребении жены князя Василия Владимировича с именем Агриппина, умершей 09 июля 1695 года, которая в указанное время погребена в Богоявленском монастыре самим патриархом. Кроме того, Власьев указывает, что дата смерти Агриппины хронологически соотносится с тем, что в 1696 году князь Василий Владимирович женился второй раз. Чтобы разрешить это расхождение, исследователь предположил, что возможно первая жена, Мария Фёдоровна, перед смертью постриглась в монахини под именем Агриппина, но при этом добавляет, что обычно «новое имя при постриге начиналось, большей частью, с той же заглавной буквы, с которого писалось мирское имя, хотя конечно, бывают и исключения».
2-я жена: с 1696 года Анна Ивановна Злобина, дочь стольника Ивана Ивановича Злобина. Приданое дано (1696) вотчины в Нижегородском и Переяславском уездах.
3-я жена: Анна Петровна Шереметьева (1690—1720), дочь Петра Васильевича Шереметьева и Татьяны Афанасьевны урождённой Матюшкиной. Князь П. В. Долгоруков называет её второй женой, третьей же показывает неизвестную по имени.
По родословной росписи показан бездетным.